# Dres (Cles)
Dres (Drés in noneso) è una frazione del comune di Cles in provincia autonoma di Trento.

## Monumenti e luoghi d'interesse

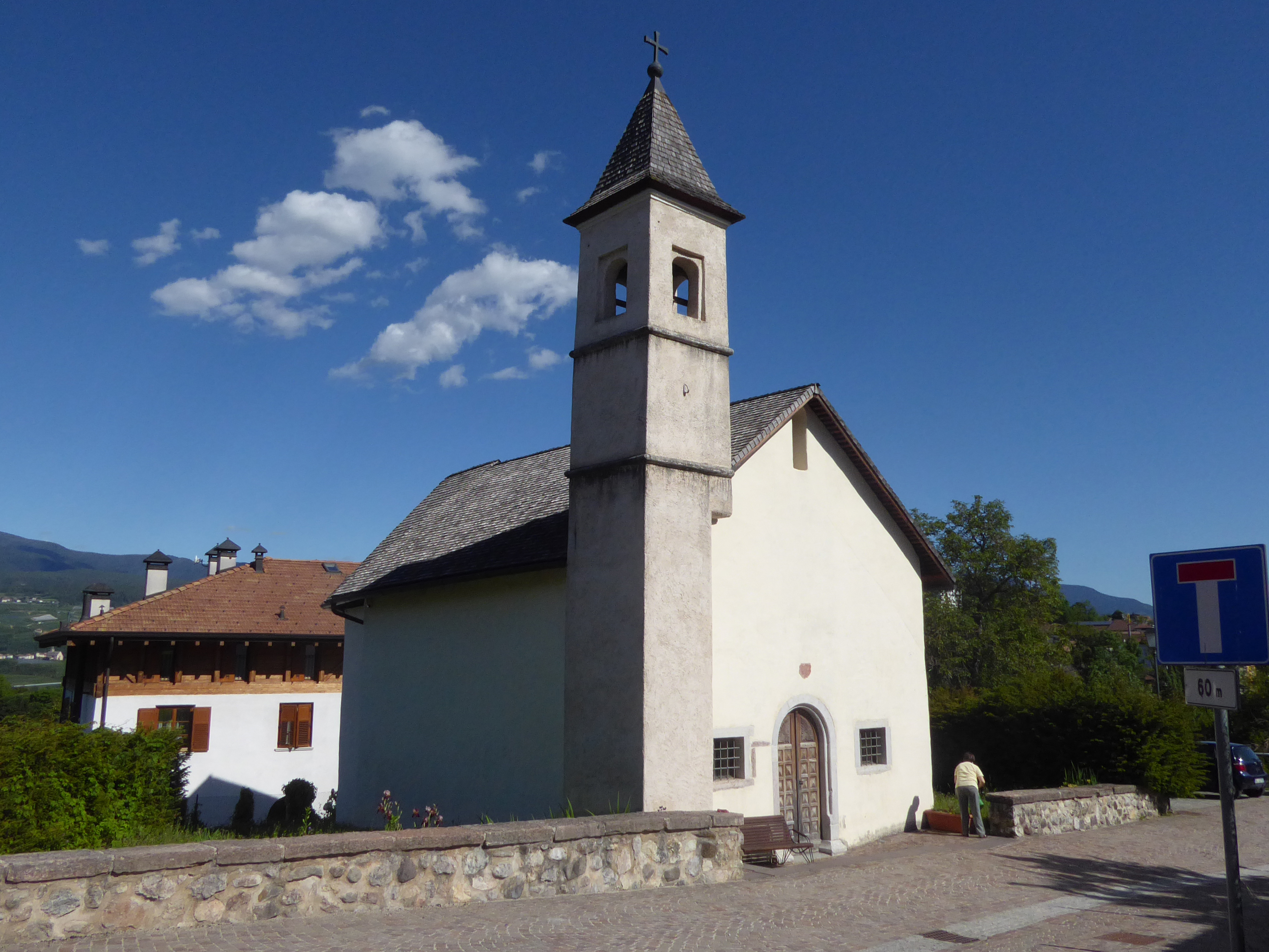
Chiesa di San Tommaso Apostolo

### Architetture religiose
- Chiesa di San Tommaso Apostolo, documentata nella prima metà del XIV secolo.[3][4]